# Franjo Glaser
Franjo Glaser (serb. Фрањо Глазер, ur. 7 stycznia 1913 w Sarajewie, zm. 1 marca 2003 w Zagrzebiu) – jugosłowiański piłkarz narodowości chorwackiej występujący na pozycji bramkarza, reprezentant Jugosławii (1933–1940) i Chorwacji (1940–1944), trener piłkarski.
W swojej karierze wywalczył czterokrotnie mistrzostwo Jugosławii, trzykrotnie mistrzostwo Chorwacji oraz dwukrotnie Puchar Jugosławii. Jako jedyny piłkarz w historii wywalczył tytuł mistrza Jugosławii zarówno przed i po II wojnie światowej. Słynął z brawurowej gry na przedpolu i skutecznego bronienia rzutów karnych. Przez magazyn piłkarski „Kicker” został ogłoszony jednym z trzech najlepszych przedwojennych bramkarzy świata obok Ricardo Zamory i Františka Plánički.

## Kariera klubowa
Glaser urodził się w Sarajewie w chorwackiej rodzinie. W wieku 15 lat zaczął grać w lokalnym klubie FK Hajduk. Później przeszedł do zespołu ŠK Slavija Osijek, gdzie spędził 3 lata. Po odbyciu służby wojskowej w połowie lat 30. został dołączony do BSK Beograd, z którym zdobył dwa tytuły mistrza Jugosławii oraz Puchar Jugosławii (1934). W 1937 roku przeszedł do klubu Građanski Zagrzeb. Jego zespół zdobył mistrzostwo Jugosławii w sezonie 1939/40 oraz mistrzostwo Chorwacji w sezonach 1939/40, 1941 i 1943. Zagrał łącznie 623 mecze w barwach Građanskiego. Po utworzeniu SFRJ grał w zespole FK Partizan, z którym wywalczył w sezonie 1946/47 mistrzostwo i Puchar Jugosławii. W 1949 roku zakończył karierę zawodniczą.

## Kariera reprezentacyjna
Glaser wystąpił 35 razy w reprezentacji Jugosławii oraz łącznie 11 razy w drużynie narodowej Banowiny Chorwacji i następnie Niepodległego Państwa Chorwackiego.

## Kariera trenerska
Pracę jako trener rozpoczął w 1945 roku, wciąż będąc czynnym piłkarzem, kiedy został grającym szkoleniowcem FK Partizan. W latach 1947–1949 łączył grę w piłkę nożną z obowiązkami trenera SD Kvarner i Mornar Split. W dalszej części kariery prowadził inne kluby z SFRJ, m.in. NK Zagreb, Borac Banja Luka i Velež Mostar oraz austriacki zespół Austria Klagenfurt.

## Proces karny
2 czerwca 1936, podczas wypoczynku z piłkarzami BSK Beograd nad brzegiem Sawy, wepchnął swojego przyjaciela Radomira Stokicia do wody, wiedząc, że ten nie umie pływać, co spowodowało jego utonięcie. Podczas procesu sądowego pod naporem zeznań świadków przyznał się do winy. Został skazany na karę dwóch lat pozbawienia wolności za nieumyślne spowodowanie śmierci. Z niewyjaśnionych przyczyn nie odbył zasądzonej kary.

## Sukcesy
BSK Beograd
- mistrzostwo Jugosławii: 1934/35, 1935/36
- Puchar Jugosławii: 1934

Građanski Zagrzeb
- mistrzostwo Jugosławii: 1939/40
- mistrzostwo Chorwacji: 1939/40[c], 1941, 1943

FK Partizan
- mistrzostwo Jugosławii: 1946/47
- Puchar Jugosławii: 1947